# George Simonds Boulger
George Edward Simonds Boulger (1853 - Richmond upon Thames, Londres, 4 de mayo de 1922 ) fue un botánico británico. Escribió numerosos artículos como corresponsal en el Real jardín botánico de Kew para The Times, y otras obras sobre botánica e historia natural.

## Biografía
George nació en 1853, hijo de Edward Boulger. Era primo del escultor, George Blackall Simonds. Se educó en Wellington College y en Epsom College, y Middle Temple. Desde los 23 años fue profesor de historia natural en el Royal Agricultural College de Circester; después de celebrar la cátedra por 30 años, fue nombrado Profesor Honorario.
También había sido profesor de Botánica y Geología de la City of London College, desde 1884, y en el Imperial Institute desde 1917. El profesor Boulger fue un activo miembro de asociaciones públicas de historia natural y botánica, la Selborne Society, el Essex Field Club, y la South-Eastern Union of Scientific Societies.
Sus trabajos se publicaron en muchas ediciones, y fueron: The Uses of Plants, Familiar Trees, Biographical Index of British and Irish Botanists (con James Britten), The Country Month by Month: (con Jean Allan Owen), Elementary Geology, Flowers of the Field, Flowers of the Wood, Botany, Plant Geography, British Flowering Plants (con Mrs. Henry Perrin).
En 1879, se casó con Dorothy Henrietta Havers, hija de Thomas Havers, de Thelton Hall, Norfolk; escritora de literatura infantil, con el seudónimo de Theo. Gift, principalmente historias para señoritas.
- La abreviatura «Boulger» se emplea para indicar a George Simonds Boulger como autoridad en la descripción y clasificación científica de los vegetales.[2]